# Modesto Gavazzi
Modesto Gavazzi (Ferrara, ... – 6 marzo 1657) è stato un arcivescovo cattolico italiano.

## Biografia
Originario di Ferrara, nipote ex fratre dell'omonimo vescovo di Alife suo correligionario, abbracciò la vita religiosa nell'ordine dei frati minori conventuali e conseguì il magistero in teologia.
Fu reggente dello studio di Bologna e si stabilì poi a Roma, dove fu procuratore generale del suo ordine e consultore della congregazione del Sant'Uffizio. Sotto papa Innocenzo X fu impegnato nella condanna delle proposizioni giansenistiche.
Eletto vescovo di Chieti da papa Alessandro VII il 19 febbraio 1657, morì poche settimane dopo.
Fu autore di alcune Disputazioni teologiche, di cui una sul peccato e un'altra sul Santissimo Sacramento e di Opuscoli sulla processione dello Spirito Santo.